# Lageland
Lageland (Dialekt groningski: Lagelaand), dawniej zwana Hamweg – wieś w niderlandzkiej gminie Midden-Groningen, w prowincji Groningen.

## Historia
Dawna nazwa wsi, Hamweg, była wzmiankowana w 1509 roku.

## Demografia
Według spisu ludności z 2023 roku we wsi Lageland mieszkało 245 mieszkańców.